# تیموتی ای. گریگوری
تیموتی ای. گریگوری (انگلیسی: Timothy E. Gregory؛ زادهٔ ۱ ژانویهٔ ۱۹۵۱) انسان‌شناس، مورخ، و باستان‌شناس استاد دانشگاه در دانشگاه ایالتی اوهایو در زمینه دوران باستان متأخر است.